# ZERO (B'z單曲)
《ZERO》，是日本樂團B'z的第11張單曲和代表作之一，1992年10月7日發行。

## 簡介
是第6張原創專輯《RUN》的先行單曲。當時並無任何的商業搭配，但是銷量依然保持強勁，首週銷量高達61.5萬張，是當時的歷代最高初動銷量。連續兩週獲得Oricon公信榜單曲週榜冠軍。連續四張單曲銷量過百萬。創下了當時無商業搭配單曲的最高銷量。是1992年度日本單曲銷量第11位。
《ZERO》發表之後，成為B'z演唱會定番曲目，一直到2003年B'z每一場演唱會都會演唱這首歌，是B'z公開演唱最多的歌曲。
17年後的2009年，成為麒麟麦酒的「麒麟ZERO」廣告歌。
1992年間銷量約101萬張，最終銷量約131萬張，為日本最暢銷單曲119名。

## 收錄曲
| 曲序 | 曲目              | 时长 |
| ---- | ----------------- | ---- |
| 1.   | ZERO              | 4:50 |
| 2.   | 戀心 (KOI-GOKORO) | 3:47 |

## 製作人員
- 松本孝弘：吉他、全曲作曲和編曲
- 稻葉浩志：主唱、全曲作詞
- 明石昌夫：貝斯、全曲編曲
- 勝田一樹：薩克斯風
- 澤野博敬：小號
- 野村裕幸：長號
- 高原由妃：和聲歌手（#2）
- B+U+M